# Bustamante (apellido)
Bustamante es un apellido español de origen toponímico. Proviene de la localidad de Bustamante del municipio de Campoo de Yuso en Cantabria. Etimológicamente parece derivar de la voz busto (pastizal para vacas).